# Боярка (станція)
Бо́ярка — проміжна станція 4-го класу Київської дирекції Південно-Західної залізниці (Україна), розміщена на дільниці Фастів I — Київ-Волинський між зупинними пунктами Малютянка (відстань — 3 км) і Тарасівка (4 км). Відстань до ст. Фастів I — 41 км, до ст. Київ-Волинський — 16 км.
Розташована в однойменному місті Фастівського району Київської області. Має дві платформи берегового типу.
Відкрита 1870 року.

## Галерея

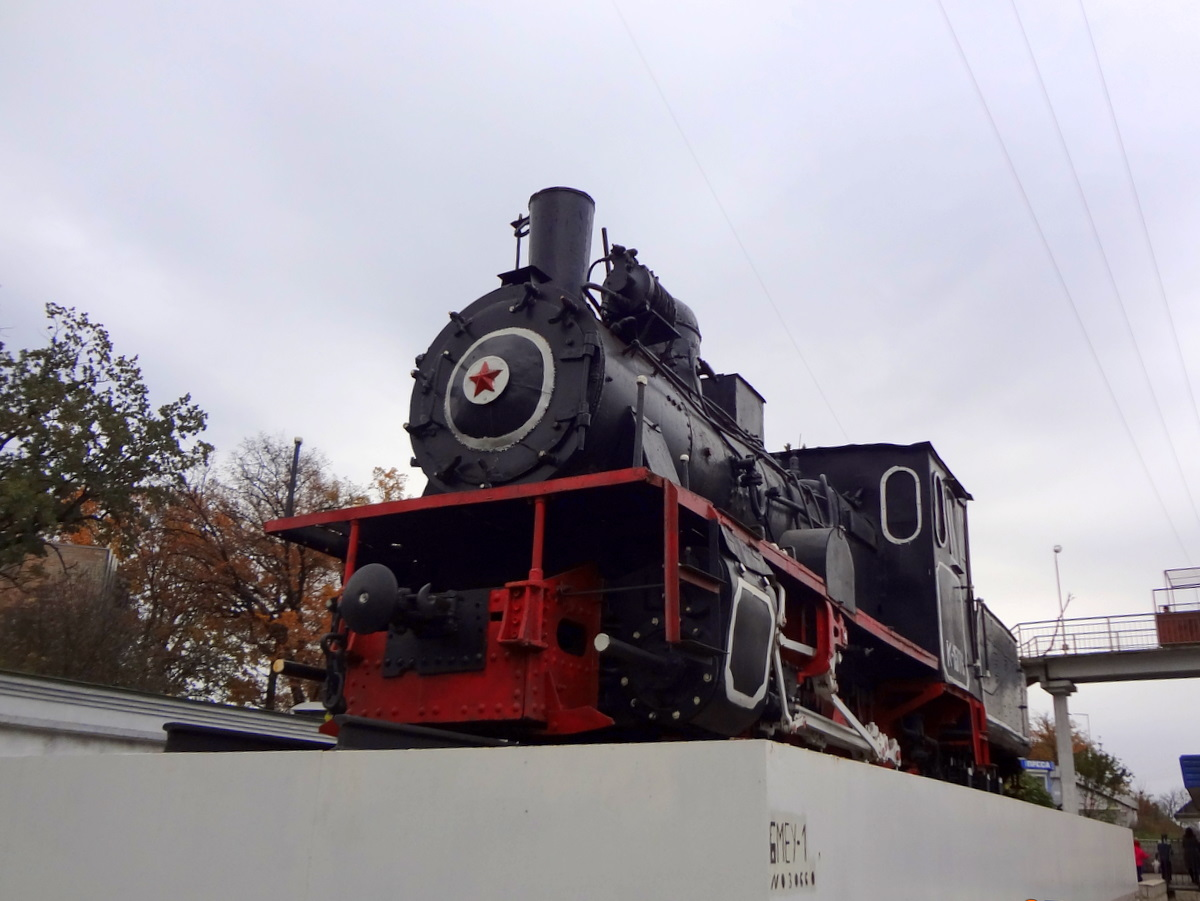
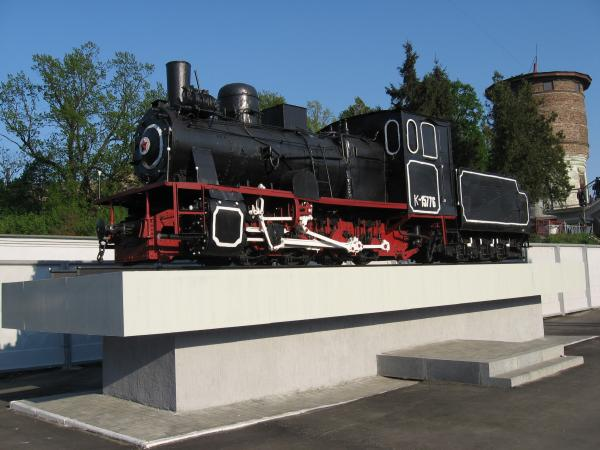
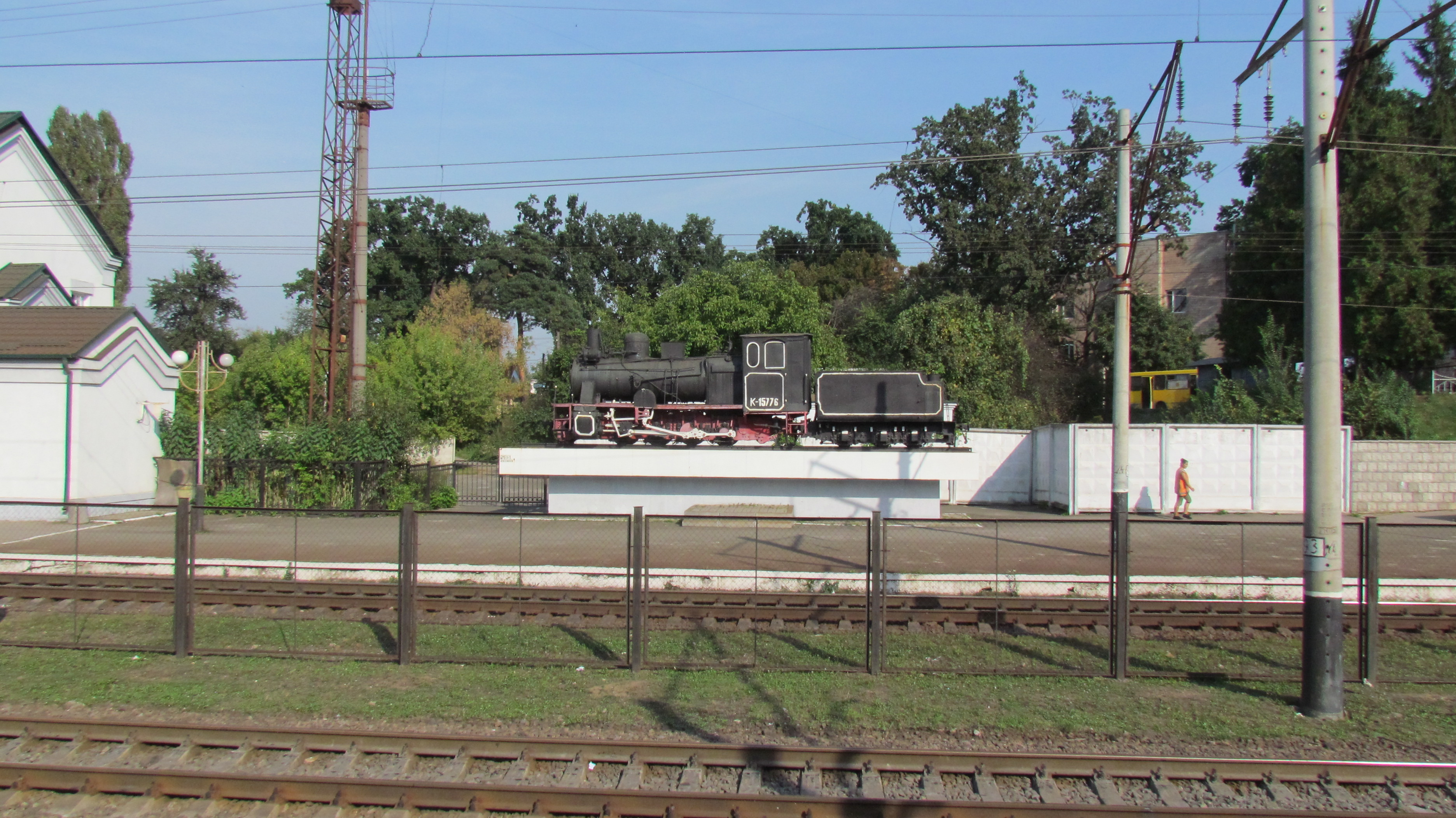
2014
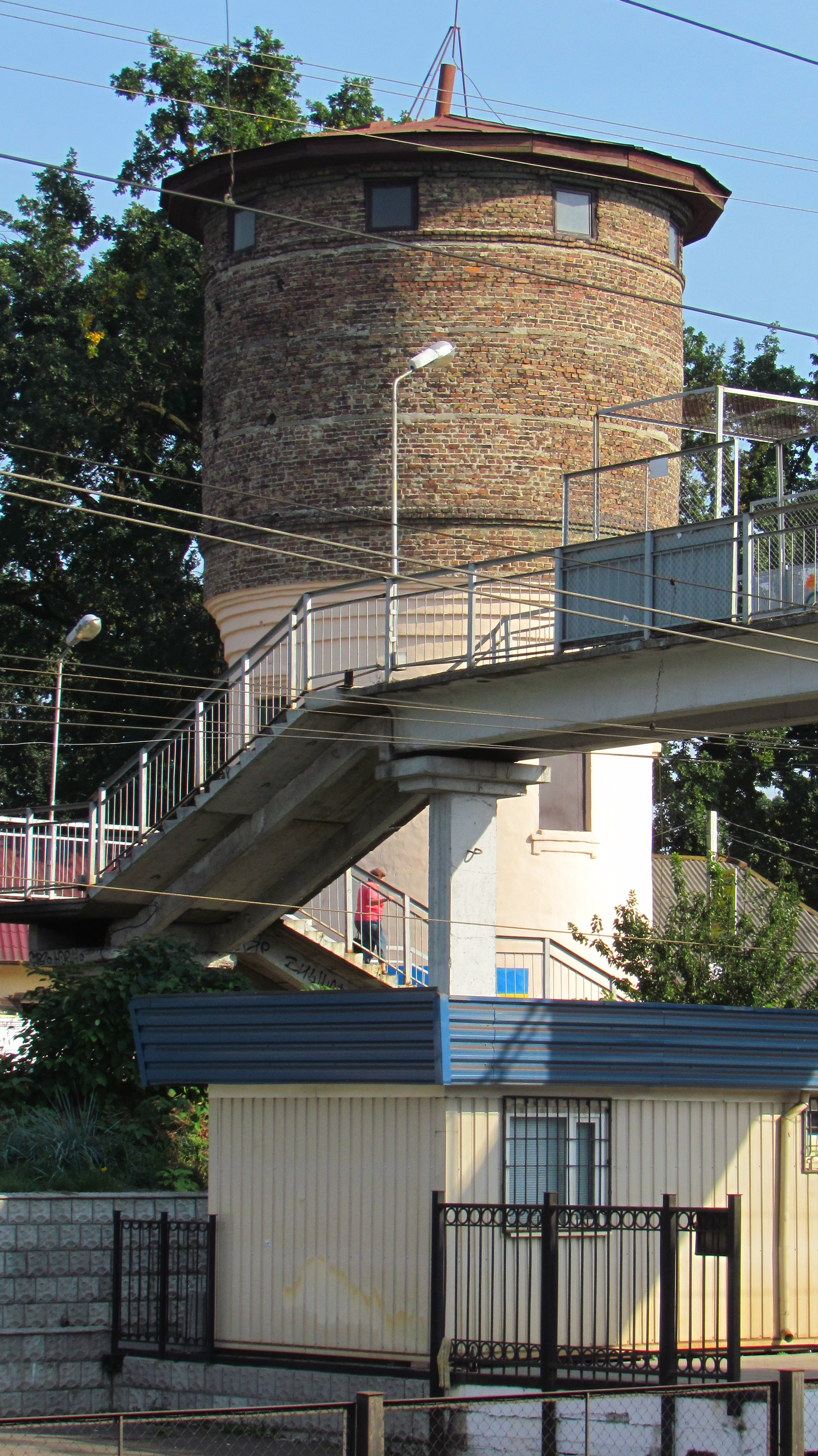
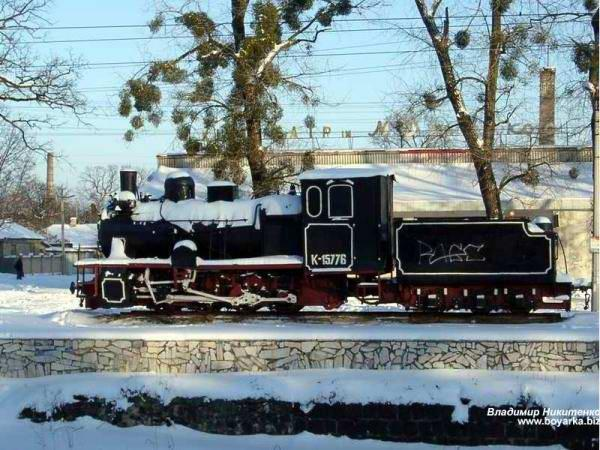
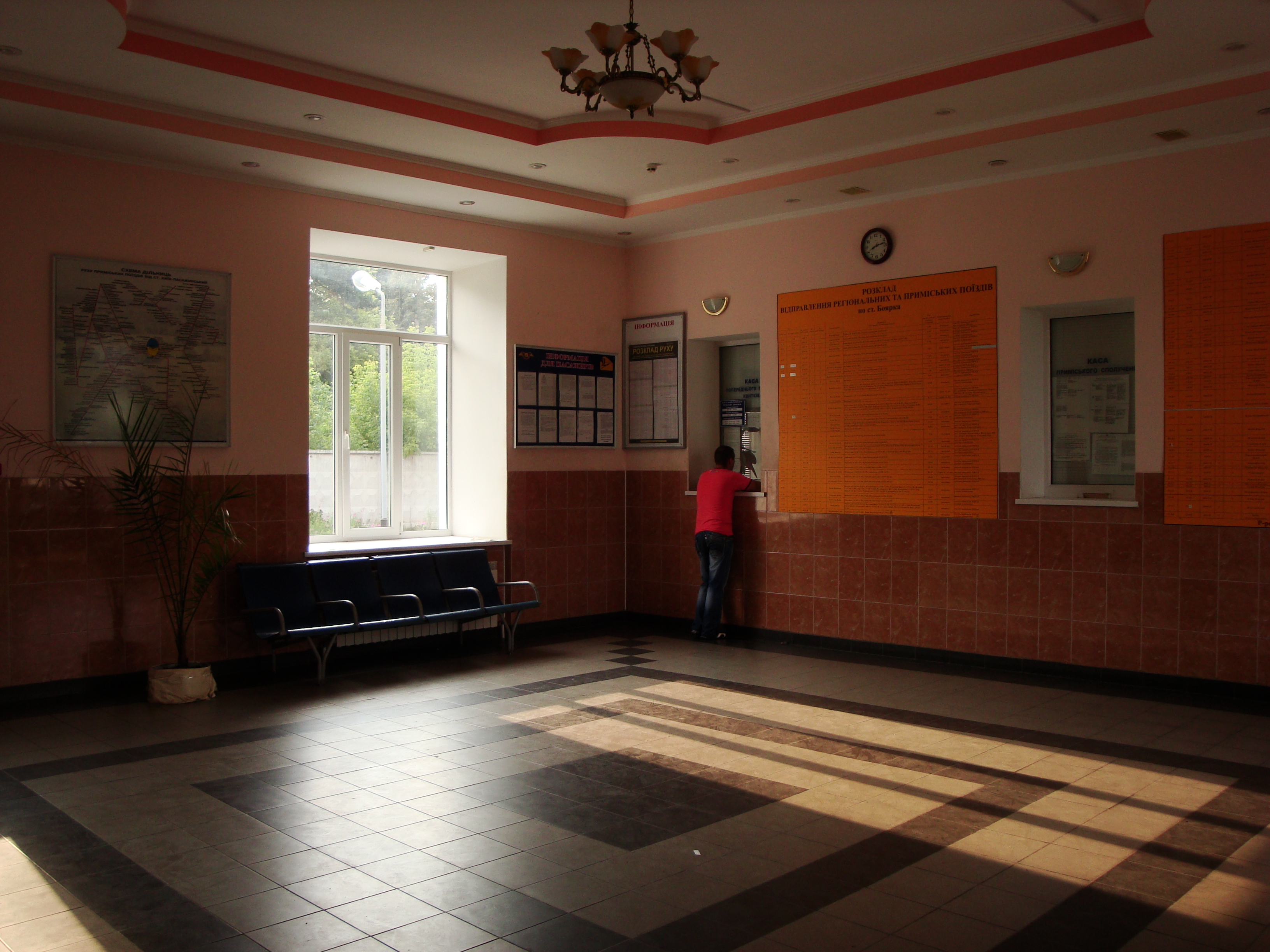
Вокзал станції Боярка
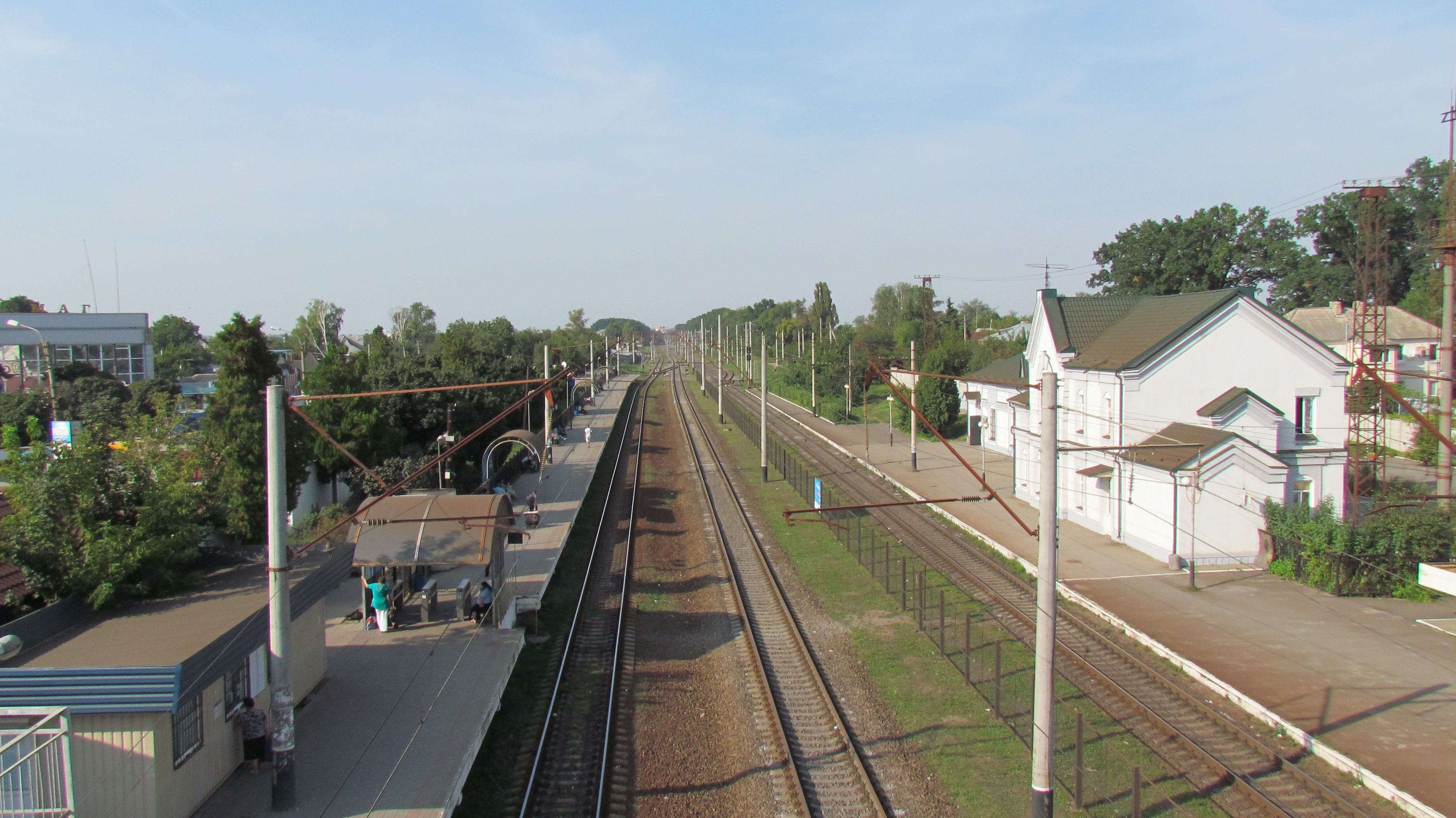
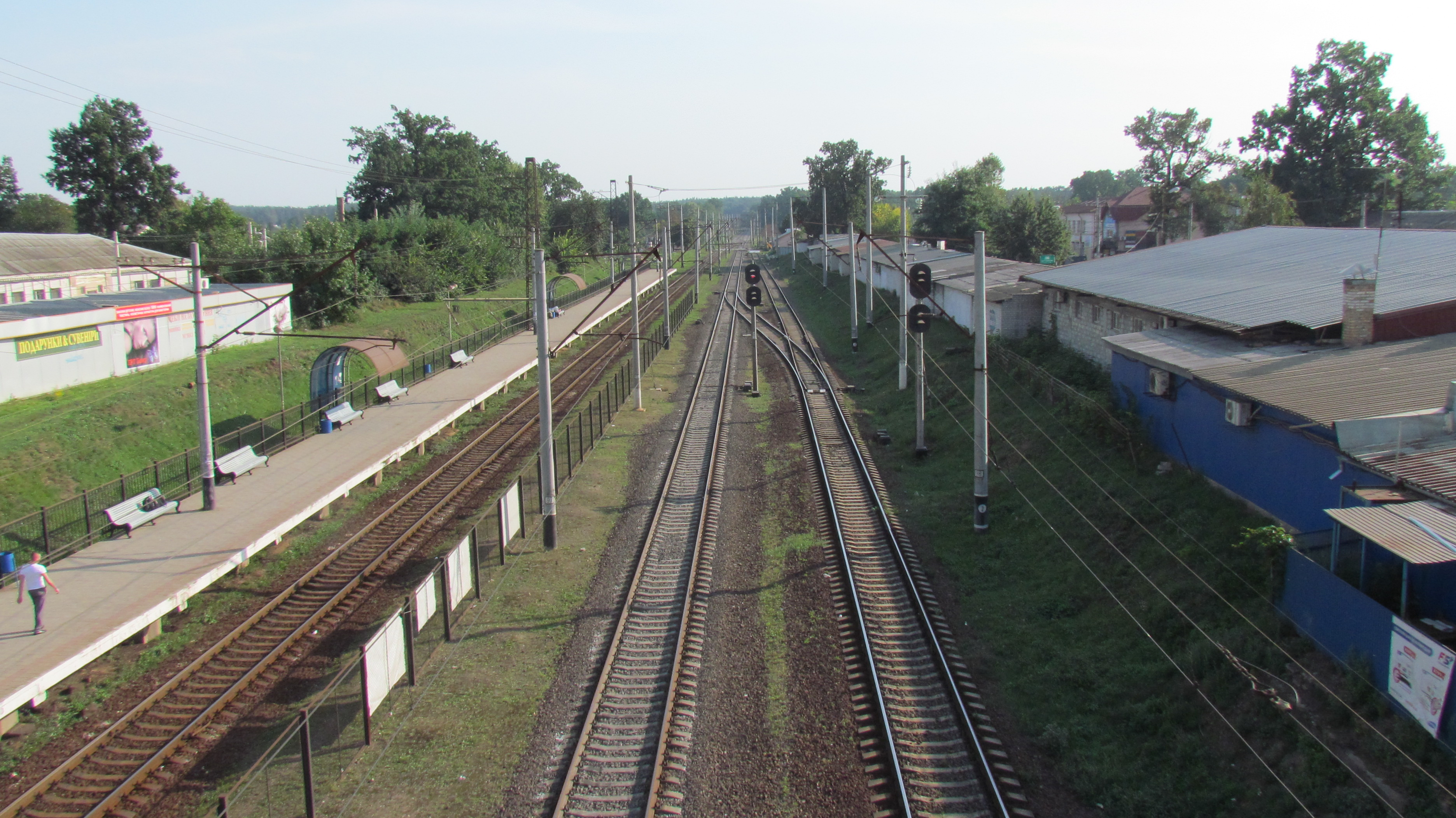
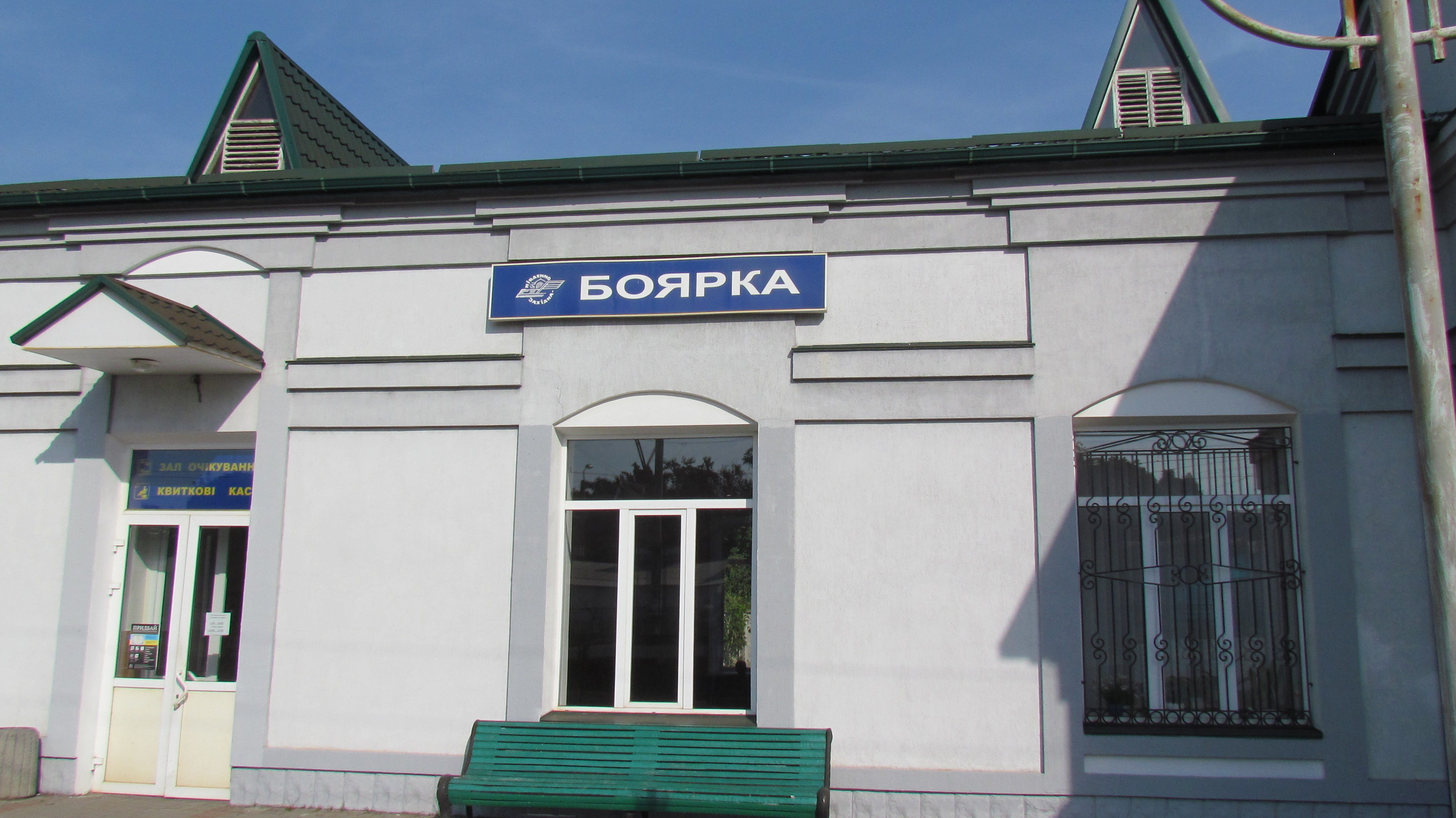
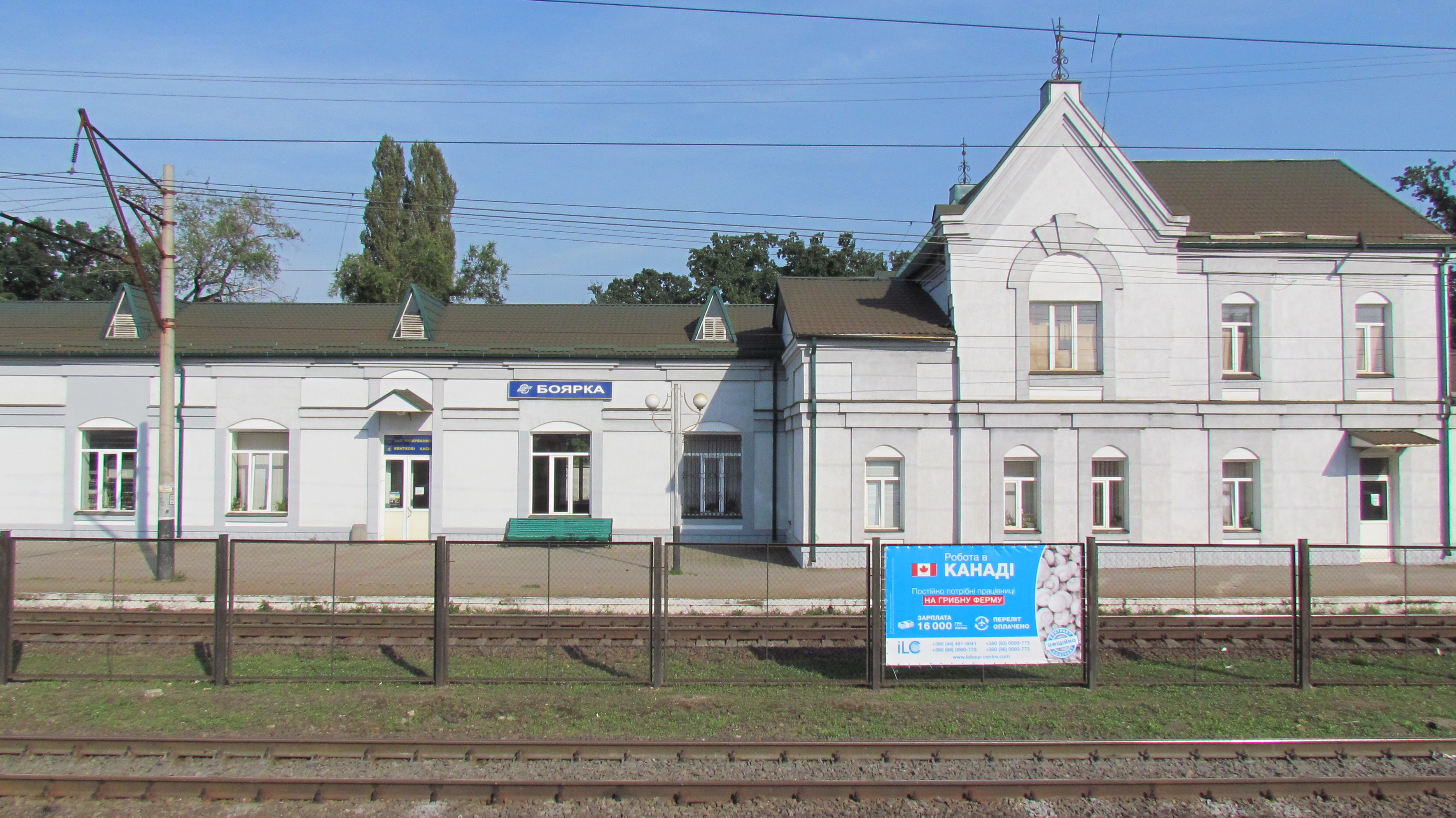
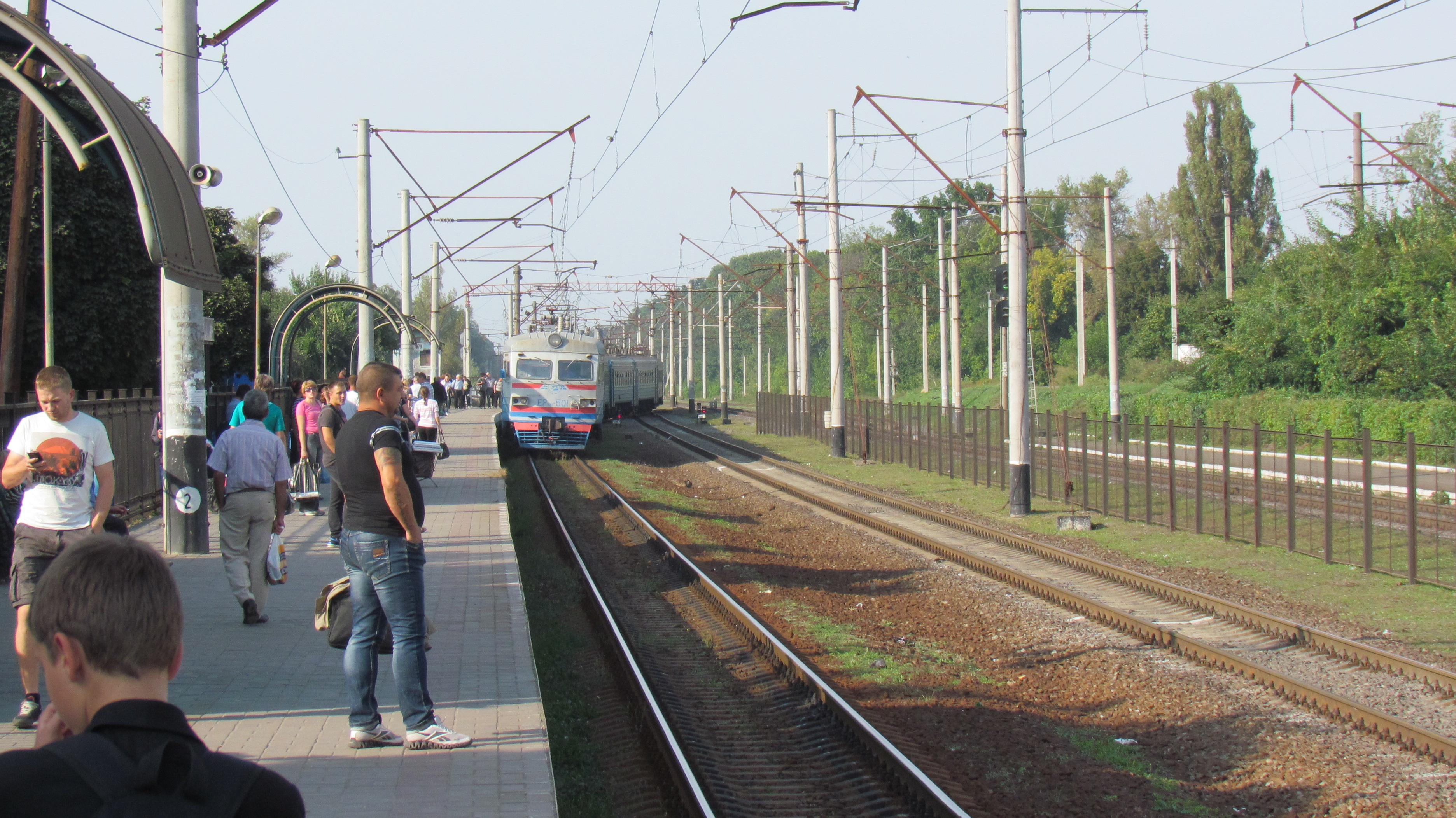
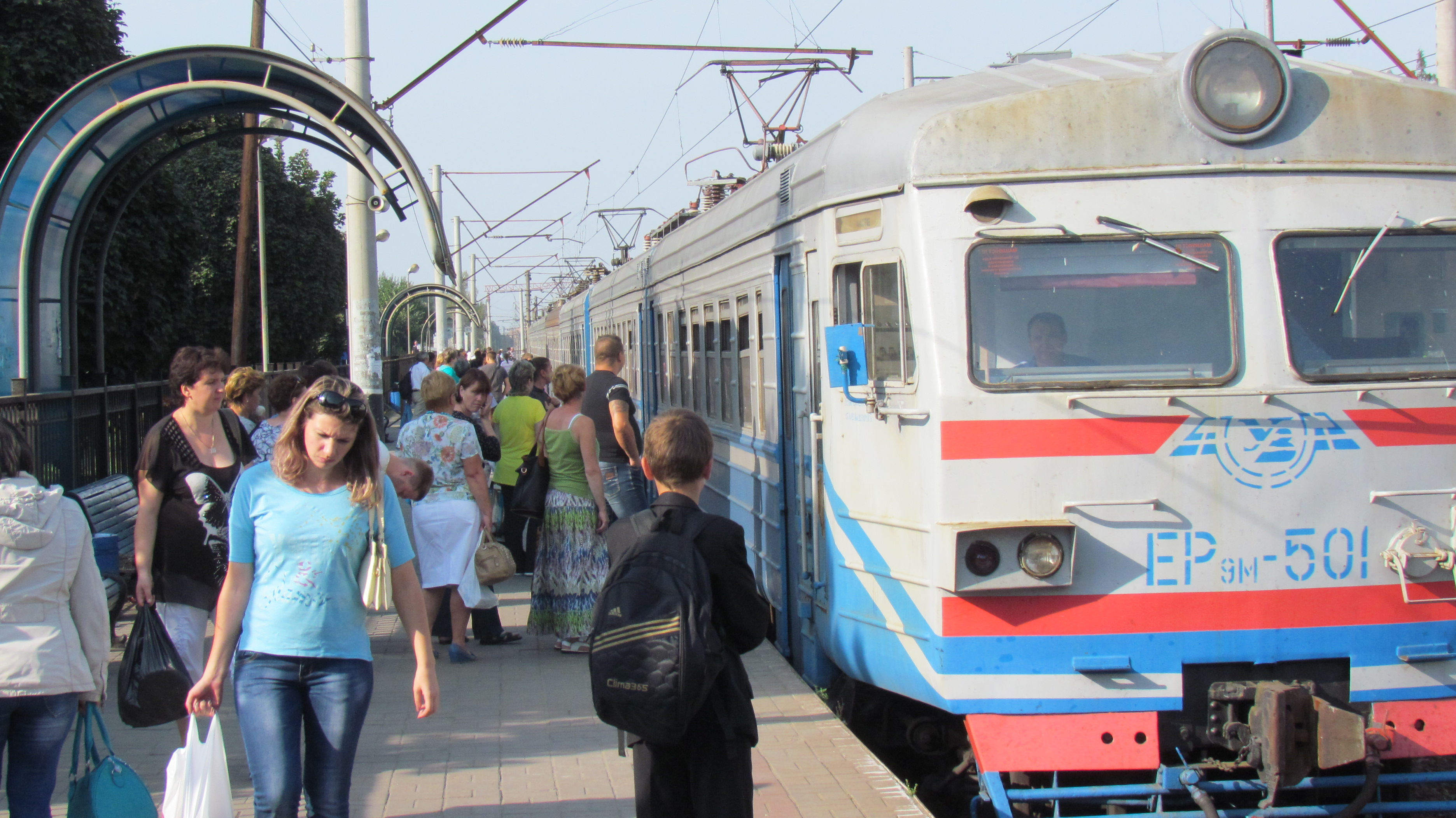